# Судный день (Доктор Кто)
«Судный день» (англ. Doomsday) — заключительный, 13-й эпизод сезона 2006 года британского научно-фантастического телесериалa «Доктор Кто». Эпизод был впервые показан 8 июля 2006 года и является завершением истории, первая часть которой, «Армия призраков», транслировалась 1 июля 2006 года. История посвящена далекам, считавшимся погибшими после финальных событий Сезона 1 (2005), а также киберлюдям, которые появлялись в эпизодах «Восстание киберлюдей» и «Век стали». Оба этих вида внезапно появляются на Земле в конце эпизода «Армия призраков».
В эпизоде «Судный день» далеки и киберлюди впервые сталкиваются друг с другом за всю 43-летнюю историю сериала. Идея объединить их на экране появилась ещё в 1967 году, однако была в то время отвергнута Терри Нейшном, создателем далеков.
«Судный день» — последний эпизод, где Роза Тайлер в исполнении Билли Пайпер выступает в роли постоянной спутницы Доктора, а Микки Смит (Ноэль Кларк), Джеки Тайлер (Камилла Кодури) и Пит Тайлер (Шон Дингволл) — в качестве постоянных персонажей сериала.
Эпизод снимался в декабре 2005 — январе 2006, параллельно с «Восстанием киберлюдей» и «Веком стали».
Сюжет в основном сосредоточен на далеках и киберлюдях, ведущих глобальную войну, в которую поневоле втянуто человечество. Доктор (Дэвид Теннант), Тайлеры и Микки Смит борются за свои жизни, пытаясь исправить сложившуюся ситуацию. Они преуспевают, однако Доктор и Роза оказываются в разных вселенных.
«Судный день» является одним из самых популярных эпизодов возобновлённого сериала «Доктор Кто». Этот эпизод, как и «Армия призраков», был номинирован на премию «Хьюго» за лучшую постановку для малых форм в 2007 году. Эпизод «Судный день» получил индекс зрительской оценки «89», который являлся наивысшей оценкой эпизода сериала вплоть до выхода «Украденной Земли» (2008), которой был присвоен индекс «91». Эпизод получил положительные отзывы большинства критиков как за противостояние киберлюдей и далеков, так и за прощальную сцену Доктора и Розы.

## Сюжет
Роза Тайлер и Микки Смит оказываются запертыми в здании Торчвуда. Из Пустотного корабля уже появились четыре далека — Культ Скаро — вместе с устройством, которое они называют Ковчегом Генезиса. Киберлюди обнаруживают далеков и предлагают им объединиться, но те отказываются.
Тем временем в рычажной комнате появляется группа бойцов из параллельного мира под предводительством Джейка Симмондса (Эндрю Хейден Смит). Он уничтожает Киберлидера и переносит Доктора в параллельный мир. Там Доктор встречает Пита Тайлера, который объясняет, что киберлюди сбежали из его мира, и просит закрыть брешь между мирами. Вернувшись в наш мир, Доктор объединяется с киберлюдьми против далеков.
Роза и Микки узнают, почему их оставили в живых — Ковчег Генезиса является украденной технологией Повелителей Времени и открыть его может только прикосновение путешественника во времени. Когда Далеки пытаются заставить Розу открыть Ковчег, появляется Доктор. Он использует звуковую отвёртку, чтобы впустить в комнату киберлюдей, которые нападают на далеков. Это позволяет Доктору и его спутникам сбежать, но Микки случайно дотрагивается до Ковчега. В одном из коридоров Торчвуда Пит спасает Джеки от «обновления», после чего происходит их воссоединение.
Отбившись от киберлюдей, Культ Скаро открывает Ковчег, из которого появляются миллионы далеков, заключённых во время войны Времени. В то время как сотни людей становятся жертвами перекрёстного огня далеков и киберлюдей, Доктор приводит своих спутников в рычажную комнату. Он объясняет, что все живые существа, пересёкшие Пустоту, «заражены» и если он откроет брешь между мирами, то киберлюдей и далеков засосет в Пустоту, а затем брешь навсегда закроется. Роза тоже «заражена», поэтому ей придётся спрятаться в параллельном мире.
Тайлеры и Микки переносятся в параллельную вселенную, но Роза решает оставить семью и возвращается к Доктору. Вместе они открывают брешь и держатся за пару магнитных фиксаторов, пока киберлюдей и далеков затягивает внутрь. Неожиданно рычаг Розы, удерживающий открытие бреши, соскальзывает. Она возвращает его на исходную позицию, но теряет опору. Перед тем как Розу засосёт в Пустоту, появляется Пит, который ловит её и перемещает в свой мир. Через мгновение брешь закрывается, навсегда запирая Розу в параллельном мире.
Через некоторое время Розе снится сон, в котором её зовёт Доктор. Семья Тайлеров следует за голосом в Бухту Злого Волка, отдалённую бухту в Норвегии. Там они видят проекцию Доктора, который решил попрощаться с Розой через одну из последних брешей между мирами. Роза признаётся Доктору в любви, но, когда он хочет ей ответить, брешь закрывается. В финальной сцене Доктор видит в ТАРДИС женщину в свадебном платье (Кэтрин Тэйт).

## Производство

### Концепция
Идея о совместном появлении на экране далеков и киберлюдей не нова — в декабре 1967 года Би-би-си предлагало Терри Нейшну свести в сериале эти две расы, однако Нейшн отказался. Подобная идея пришла к Дейвису во время планирования сезона 2 (2006) — такая история могла бы послужить воскрешению популярных далеков и стать подходящей для ухода Билли Пайпер, которая решила покинуть сериал. «Судный день» стал первым эпизодом за всю историю «Доктора Кто», в котором далеки и киберлюди появляются на экране вместе. Хотя далеки и киберлюди ранее были задействованы в сериях «Пять Докторов» (1983) и «Армия призраков», они появлялись в отдельных сценах.
Первоначально действие двухсерийного финала сезона должно было происходить на временном разломе в Кардиффе, вокруг которого уже развивались события эпизодов «Беспокойный мертвец» и «Городской бум» (2005). Когда в 2005 году был запущен сериал Торчвуд, Дейвис решил использовать Кардифф для спин-оффа и перенёс действие «Армии призраков» и «Судного дня» в Лондон.
В производственной команде шла дискуссия по поводу спасения Розы. Дейвис и Гарднер хотели, чтобы её спас Пит, а Кларк и Коллинсон настаивали на кандидатуре Микки. В конце концов, чтобы подчеркнуть, что Пит Тайлер признал Розу дочерью, было решено, что её спасителем станет Пит. Также обсуждался возможный ответ Доктора Розе. Дейвис, который оставил ответ неопределённым, заявил в комментарии, что он не знает, что хотел сказать Доктор; Гарднер же уверена, что Доктор ответил бы на чувство Розы взаимностью.
Некоторые элементы истории были вдохновлены трилогией «Тёмные начала» Филипа Пулмана. Пулман был польщён и сравнил действия Дейвиса с собственной практикой отсылок к чужим работам.

### Съёмки
Для того чтобы гарантировать участие Кларка и Дингволла в съёмках, эпизод снимался совместно с «Восстанием киберлюдей» и «Веком стали», третьим производственным блоком сезона. Съемки эпизода начались 2 ноября 2005 года в Лондоне. Съёмка сцен внутри комнаты со сферой началась 29 ноября. Сцена, в которой Тайлеры едут по Норвегии, снималась 6 декабря в Бридженде. Сцены в рычажной комнате, главном помещении эпизода, снимались с 12 по 15 декабря и с 3 по 5 января 2006 года. Сцена, в которой Розу затягивало в брешь, снималась при помощи зелёного экрана 13 января, а схватка военных и киберлюдей на мосту — 15 января.
Предпоследняя сцена эпизода, в которой Доктор прощается с Розой, была снята 16 января 2006 года и стала последней сценой, где снимались Кларк и Дингволл. Последней съёмкой Пайпер стала сцена из эпизода «Бездна Сатаны», проходившая 31 марта, в которой Роза воссоединялась с Доктором. Последняя сцена эпизода, где в ТАРДИС появляется Донна Ноубл, снималась также 31 марта, во время вечеринки, посвящённой окончанию съёмок. Чтобы удержать в тайне уход Пайпер и участие Тэйт, сценарий последних сцен был только у Теннанта и Пайпер, а в съёмках сцены с «невестой» участвовало всего пять человек.

### Музыка
Наряду с использованием музыкальных тем далеков, киберлюдей и Розы, Мюррей Голд специально для эпизода сочинил тему прощания Розы — «Судный день», вокальную партию исполнила Мелани Паппенхейм.

## Трансляция, отклики и вклад

### Трансляция
В день выхода эпизод «Судный день» посмотрели 8,22 миллиона зрителей. Не считая матчей чемпионата мира по футболу, эпизод стал второй телевизионной программой недели по количеству просмотров, уступив Coronation Street. Сопутствующий эпизод «Доктор Кто: Конфиденциально» посмотрело чуть больше миллиона человек, что вывело его на второе место за неделю среди телепрограмм спутниковых каналов по количеству просмотров. Рейтинг этой программы был выше, чем следующий матч чемпионата мира между Германией и Португалией, который посмотрело менее миллиона зрителей.

### Реакция критиков и последующий релиз
«Судный день» — один из самых популярных эпизодов возобновлённого сериала. Эпизод получил индекс зрительской оценки «89», который был самым высоким рейтингом для сериала почти 2 года, пока «Украденная Земля» не получила «91».
«Судный день» является единственным эпизодом «Доктора Кто», который получил максимально высокий рейтинг «10» от IGN, который поздравил Дейвиса с тем, что эпизод получился как динамичным, так и эмоциональным. Веб-сайт Television Without Pity присвоил эпизоду рейтинг «5 с плюсом». Гарри Веннинг из The Stage написал, что конфликт далеков и киберлюдей «был единственной вещью, достойной для просмотра» на выходных, и затмил даже финал мирового чемпионата, а сцена расставания была «прекрасно написана и трогательно сыграна». Дек Хоган из Digital Spy дал в целом положительный отзыв, однако раскритиковал последнюю сцену с Кэтрин Тейт.
25 сентября 2006 года «Судный день» был выпущен на DVD вместе с эпизодами «Бойся её» и «Армия призраков». Как и два других эпизода сезона — «Девушка в камине» и «Встреча в школе», блок «Армия призраков»/«Судный день» был номинирован на премию «Хьюго» за лучшую постановку для малых форм; победил в этой номинации четвёртый эпизод сезона — «Девушка в камине».

### Влияние на последующие серии
События эпизода создали небольшую сюжетную арку для последующих эпизодов, а также для спин-оффа Торчвуд. Так, в эпизоде «Киберженщина» Йанто Джонс (Гарет Дэвид-Ллойд) пытается спасти свою подругу, которая стала наполовину киберчеловеком во время событий «Судного дня». В спин-офф-новелле «Сделанные из стали», в которой участвует спутница Десятого Доктора Марта Джонс, несколько киберлюдей пытаются выпустить своих собратьев из Пустоты.
Расставание Доктора с Розой несколько раз использовалось в сезоне 3 (2007): напоминание о Розе было использовано для того, чтобы ослабить силы Доктора в «Коде Шекспира»; воспоминания Доктора о Розе постоянно раздражали влюблённую в него Марту Джонс. Память о Розе огорчала Доктора в «Сбежавшей невесте» (2006), однако также несколько раз помогала ему «продолжать бороться».
Альтернативная Вселенная и Пустота впоследствии появлялись в нескольких эпизодах сезона 2008 года: события трёх последних эпизодов сезона — «Поверни налево», «Украденная Земля» и «Конец путешествия» — ослабили границы параллельных миров, что повлекло смерть большинства находившихся в Пустоте существ. В эпизоде «Следующий Доктор» (2008) небольшая группа киберлюдей, сбежавших из Пустоты, попадают в викторианский Лондон.
Культ Скаро снова появляется в эпизоде «Далеки на Манхэттене» (2007).